# کن دمنجی
کن دمنجی (انگلیسی: Ken DeMange؛ زادهٔ ۳ سپتامبر ۱۹۶۴) بازیکن فوتبال اهل جمهوری ایرلند است.
از باشگاه‌هایی که در آن بازی کرده‌است می‌توان به باشگاه فوتبال کاردیف سیتی، باشگاه فوتبال لیدز یونایتد، باشگاه فوتبال اسکانتورپ یونایتد، باشگاه فوتبال لیورپول، باشگاه فوتبال هال سیتی، باشگاه فوتبال بوهمیان، و تیم ملی فوتبال جمهوری ایرلند اشاره کرد.
وی همچنین در تیم‌های ملی فوتبال زیر ۲۱ و ۲۳ سال جمهوری ایرلند بازی کرده‌است.